# Llanada Grande Airport
Llanada Grande Airport är en flygplats i Chile.   Den ligger i provinsen Provincia de Llanquihue och regionen Región de Los Lagos, i den södra delen av landet, 900 km söder om huvudstaden Santiago de Chile. Llanada Grande Airport ligger 245 meter över havet.
Terrängen runt Llanada Grande Airport är bergig åt nordväst, men åt sydost är den kuperad. Llanada Grande Airport ligger nere i en dal. Trakten runt Llanada Grande Airport är nära nog obefolkad, med mindre än två invånare per kvadratkilometer.. Det finns inga samhällen i närheten.
I omgivningarna runt Llanada Grande Airport växer i huvudsak blandskog.